# CD Гончих Псов
CD Гончих Псов (лат. CD Canum Venaticorum) — тройная звезда в созвездии Гончих Псов на расстоянии приблизительно 2275 световых лет (около 697 парсек) от Солнца. Звёздная величина диапазона Hp звезды — от +9,64m до +9,48m.
Открыта группой астрономов проекта Hipparcos*.

## Характеристики
Первый компонент — оранжевый гигант, пульсирующая медленная неправильная переменная звезда (LB:) спектрального класса K0III, или K0. Масса — около 2,681 солнечной, радиус — около 20,147 солнечного, светимость — около 122,367 солнечной. Эффективная температура — около 4519 K.
Второй компонент. Масса — не менее 0,45 солнечной*. Орбитальный период — около 38,7156 суток.
Третий компонент — коричневый карлик. Масса — около 16,88 юпитерианской. Удалён в среднем на 2,078 а.е..